# Robert Biwott
Robert Biwott (ur. 28 stycznia 1996) – kenijski lekkoatleta specjalizujący się w biegach średnich.
W 2013 został pierwszym w historii mistrzem Afryki juniorów młodszych w biegach na 800 i 1500 metrów. W tym samym roku sięgnął po złoto mistrzostw świata juniorów młodszych w Doniecku.
Rekordy życiowe: bieg na 800 metrów – 1:43,58 (9 lipca 2015, Barcelona); bieg na 1500 metrów – 3:30,10 (17 lipca 2015, Monako). 

## Osiągnięcia
| Rok  | Impreza                               | Miejsce | Konkurencja         | Lokata     | Wynik   |
| ---- | ------------------------------------- | ------- | ------------------- | ---------- | ------- |
| 2013 | Mistrzostwa Afryki juniorów młodszych | Warri   | bieg na 800 metrów  | 1. miejsce | 1:47,01 |
| 2013 | Mistrzostwa Afryki juniorów młodszych | Warri   | bieg na 1500 metrów | 1. miejsce | 3:41,96 |
| 2013 | Mistrzostwa świata juniorów młodszych | Donieck | bieg na 1500 metrów | 1. miejsce | 3:36,77 |